# Echiophis creutzbergi
Echiophis creutzbergi är en fiskart som först beskrevs av Cadenat, 1956.  Echiophis creutzbergi ingår i släktet Echiophis och familjen Ophichthidae. Inga underarter finns listade i Catalogue of Life.